# Луцій Кальпурній Бестія Молодший
Луцій Кальпурній Бестія (лат. Lucius Calpurnius Bestia; 125 до н. е. — після 90 до н. е.) — політичний діяч Римської республіки, народний трибун 91 року до н. е.

## Життєпис
Походив з впливового плебейського роду Кальпурніїв. Син Луція Кальпурнія Бестії, консула 111 року до н. е. Про молоді роки мало відомостей. 
У 91 році до н.е. його було обрано народним трибуном. Був прихильником реформ Марка Лівія Друза. Тому у 90 році до н. е. за законом Варія був звинувачений у підбурюванні італійських союзників до повстання і пішов у вигнання, не чекаючи початку слухань у суді. Подальша доля його невідома.

## Родина
- Луцій Кальпурній Бестія, народний трибун 62 року до н. е.